# カミヨミ
『カミヨミ』は、柴田亜美による日本の漫画作品。『月刊Gファンタジー』（スクウェア・エニックス）にて2004年3月号から2012年5月号まで連載された。ドラマCD化もされている。

## あらすじ
赤間関編
時は明治。帝都を遠く離れた山口県の村が一夜にして全滅する事件が起きる。陸軍特秘機関零武隊が事件の調査に乗り出し、零武隊隊長の日明蘭の息子・日明天馬も友人の帝月や瑠璃男と共に赤間関（今の下関市）に呼び寄せられる。そこで彼らが目にしたのは“この世にあってはならないもの”だった！
天狗の神隠し編
菊理の死から立ち直り、自らの意思で零武隊に入隊した天馬。その最初の仕事は、帝国兵士の遺体が発見された京都・鞍馬山の捜索だった。天馬のお目付け役として、帝月・瑠璃男も同行するのだが、事件を調べていくうちに、帝国軍部すら揺れ動かす程の天狗達による軍幹部殺害事件の陰謀に巻き込まれてしまう。
銀狼館の獣編
天馬・帝月・瑠璃男に八俣八雲の4人は、日明蘭の厚意で、四国の山中にある銀狼館で休暇をとる事に。そこで天馬達は、銀狼館当主・崎浜加冶と妻の朝比奈、娘の文石と出会うのだが、実は銀狼館は、天馬の前に4人の零武隊の密偵を送ったものの、生きては帰っていない館であった。
沈黙の毒編
金欠状態の毒丸に金を借した天馬は、帝月たちと一緒に来日した雑技団を鑑賞。その後、雑技団の花形役者の呂雉と再会した毒丸だったが…。時同じくして、不忍池から浮かび上がってきた少女の死体や、毒丸に因縁をつけた軍関係者が次々と謎の怪死を遂げたことで、毒丸が殺人犯として逮捕されてしまう。さらに、毒丸を救出しようと零武隊も動くが、再び怪死事件が起こってしまったことで、零武隊全員が容疑者になってしまい、ちょうど仙台に出張している日明蘭が帝都に戻ってくるまでに解決しないと大変なことになる事態に陥ってしまう。
女郎蜘蛛編
天馬達が秘密裏に「沈黙の毒」の事件を捜索している頃、仙台にいた日明蘭は、仙台第2師団長の小塚から、病死したはずの内田少将の妻についての調査を依頼され、天馬・帝月・瑠璃男の3人が仙台に降り立つ。師団の兵士から、すべての謎が隠されている山奥の絲神村へ向かう一行だが、それが帝都だけでなく、天馬達をも揺るがす驚愕の真実が隠されていた。
将門の首編
女郎蜘蛛や月輪の剣の復活から1年。天馬は飛天坊の元で修行をし、力を使い果たしていまだ昏睡状態の帝月にそれをずっと見守る瑠璃男。だが、新宿・築土神社（現在は千代田区九段下に移転）に隠されていた将門の首桶、茨城県岩井村（坂東市）の延命院の将門の胴塚、大蔵省の高官殺害と目撃された首なしの鎧武者、そして昏睡状態の帝月と瑠璃男の元に現れた将門の神馬との戦いから、帝都を呪う者が姿を現す。
最終章
将門の怨念を撃退したが、将門が放った帝都封印の結界は解かれていなかった。その隙を突いて、菊理が帝都に侵攻してしまう。

## 登場人物
声はドラマCDのもの。

### 主要人物
日明天馬（ひあき てんま）
声：入野自由
本編の主人公。武家の名門、日明家の子息。14歳（将門の首編以降は15歳）。真面目で一本気、正義感の強い心優しい少年だが、その人のよさゆえに母の蘭の他、色んな人間に容易く騙されてしまうことも多々ある。また誠実な面もあるためか、作中に登場するヒロイン達に思いを寄せられることが多いが、天馬は今も菊理を一途に愛している。当代きっての天才的な剣の腕前の持ち主だが、有り余る強さを制御できず、6歳という幼さで人を斬り殺してしまう。以来剣を抜くことを一切拒絶していた。
菊理亡き後は右腕に日輪・草薙ノ剣を封じており、必要とあれば帝月の制御下の元、封印を解いて戦っていたが、女郎蜘蛛編では、次から次へと出現する絲神達との連戦で神剣を使いすぎただけでなく、絲神からニキを守るために日輪の剣を体内に取り込んでしまって操られてしまった。冥府の闇の化身と化した菊理との邂逅後、飛天坊に鞍馬山に連れられて日輪の剣を使いこなすための修行を1年間行った。
その後は帝都に戻って瑠璃男や帝月と再会して将門の一件に加わったが、菊理のヨミによって蘇った将門の一撃で一度は絶命してしまう。神剣の間にて、太古の昔にあった2つの神剣や初代カミヨミの生誕、そしてカミヨミの秘密を知ったものの、菊理の様に神剣に取り込まれてしまって怪物と化してしまい神剣の間を手当たり次第に破壊してしまうが、帝月の説得と初代カミヨミの糸によって元に戻り現世に生還。その後は、帝月と一緒に将門の怨念を治めた。
神那岐（かむなぎ）
太古の日本に住んでいた青年。天馬の前世。
月那美と結婚をしたが、月那美が殺害された後、彼女に会いたい一心で常世国へ赴く。そこで常世の住人と化した美しい姿の月那美と再会するが、常世国の王の罠に嵌まり、月那美を連れて現世に戻る。しかし、月の剣（月輪の剣）に取り憑かれた月那美の変わり果てた姿を見てしまい、謎の声に導かれて社から持ち出した陽の剣（日輪の剣）で月那美を月の剣（月輪の剣）から解放することに成功する。月那美に、自分の子である「のちの初代カミヨミの巫女」を託されるが、月の剣（月輪の剣）の攻撃からその子を守る際に子を庇って絶命した。

菊理（くくり）
声：名塚佳織
本編のヒロイン兼キーパーソンの1人。カミヨミの一族の姫であり、カミヨミの術の正当な継承者で、天馬の許婚。色白で美しく、菩薩のような穏やかさと芯の強さを持ち合わせている少女。天馬とは強い愛情で結ばれている。時折零部隊からヨミを依頼され、事件解決の協力をしている。
赤間関編で月輪・草薙ノ剣に体を乗っ取られた天馬と対峙し日輪・草薙ノ剣を操り戦う。天馬により月輪・草薙ノ剣で胸を突かれるも天馬の右腕を斬りその身に月輪・草薙ノ剣を封じた。最期はカミヨミの糸で切断された天馬の右腕を治し息を引き取った。その後月輪を封じた遺体は、日輪を封じていた三つ鳥居に括りつけられたが、女郎蜘蛛編で日輪の剣が天馬の体内に無理やり取り込んだことに反応して自ら封印を解く。そして、下半身は巨大な蛇のように、上半身は腐敗したような姿に変貌した姿（天狗の神隠し編でこの姿を見た三浦中将ですら恐怖した）で帝月や瑠璃男たちと再会し、赤間関編での戦いを、今度は逆の立場となって再現させてしまう。助けに来た零武隊が使った爆弾によって日の光が入り込み、それを浴びて溶けるように腐敗しながらも西の地（島根）に逃亡していった。月輪の剣を封じる前はとても穏やかで優しい性格だったが、復活後は人の命を道具に扱うくらいに残忍非道な性格に変貌してしまった。
島根の洞窟に隠れていたのをオリガ・アレクサンドロヴナ率いるロシア軍の精鋭たちに襲撃されるも撃退する。神鏡・八咫鏡を手に入れた後、封印された帝都に再びやってくる。
月那美（つくなみ）
太古の日本に住んでいた巫女。菊理の前世。
陽の剣（日輪の剣）を使える一族の巫女で、それによって国に大地の恵みをもたらしていた。神那岐と結婚したが、狼によって殺害され肉体が常世国へ赴かれたが、彼女に会いたい一心でやってきた神那岐を罠から救い、彼と一緒に現世に戻る。ところが常世国の宝である月の剣（月輪の剣）に取り憑かれてしまい、村の住人達を惨殺するが、陽の剣（日輪の剣）を持ち出した神那岐によって月の剣（月輪の剣）から解放され、狼に殺害される前に宿していた神那岐との子を彼に託して消滅した。

帝月（みかづき）
声：皆川純子
カミヨミの一族の鬼子。菊理の双子の兄で、容姿は菊理と瓜二つである。温厚な妹と違い傲岸不遜、唯我独尊を地で行く性格で、根っからの女王様気質。天馬と瑠璃男を「自分の僕（いぬ）」と公言し、ことあるごとに我侭や悪戯で周囲を振り回す。しかし、無二の親友である天馬を菊理と共に命がけで守ると心に誓っており、瑠璃男のことも内心は「一番の僕（いぬ）」として絶対の信頼を寄せている。そのため、手荒なやり方で天馬に近づく女性を追い払っている。
聡明な頭脳と抜群の推理力の持ち主でもあり、妖怪や日本古来の伝説に関する含蓄も深い。女郎蜘蛛編では、日輪の剣の暴走が止むも重体である天馬を助けるためにすべての力を使って天馬を助けるが、代償として1年間の昏睡に陥ってしまった。右目の色が違うのは「絶大なる力の証」らしく、初代カミヨミだけが持っていた。そのために「忌み子」として一族の長老たち抹殺されそうになるが、彼と菊理の父親の命と引き換えに命を救われた過去がある。それが昏睡状態だった帝月の心を縛っていたが、彼の心の中に現れた初代カミヨミが見せた「父の最期の言葉」と天馬の言葉に心を開き、1年間の昏睡から目を覚ます。
天馬がなんとか現世に生還した後、帝から八尺瓊勾玉を与えられ、天馬と一緒に将門と戦う。その際、勾玉本体が割れて彼自身の左目が勾玉の目となってしまった。
同作者の『あやかし天馬』にも出ている。いわばスター・システムである。『あやかし天馬』の帝月とは大きく性格が異なる。
相馬瑠璃男（そうま るりお）
声：遊佐浩二
菊理と帝月が世話になっている近円寺家の使用人。笹竜胆紋の刀を持つ。源義経の直系の子孫であり、彼の持つ笹竜胆の刀は祖先・義経の形見刀。
幼い頃に両親を失い、帝月に拾われて以来、彼に絶対の忠誠を誓っている。帝月を「坊ちゃん」と呼び、彼の「僕（いぬ）」であることに最上の喜びを感じている。女郎蜘蛛編後は昏睡状態の帝月をずっと守るために、いかなる時も離れずに帝月を観ていたが、日明蘭ですら認める無我の境地を極めた達人に成長していた。
八俣八雲（はちまた やくも）
声：緑川光
東京警視庁総監。幼少時から男性を魅力的に感じる同性愛者で、オカマ口調で勝手に天馬を愛しているアブナイ男。登場の際には天馬に絶叫で迎えられ、瑠璃男からは「オカマッポ」と呼ばれている。ただし、天馬を愛する気持ちと同じくらいに悪を憎む気持ちは誰にもひけを取らない。普段の一人称は「アタシ」で、素の時は「俺」になる。赤間関編では一発で江崎の脳天を撃ち抜く程の射撃の腕を持っている。
銀狼館の獣編では意識を失う中で、女郎蜘蛛編では月輪の剣を宿した菊理が飛び立った時に、左目が反応しているが、いずれも「マヒトツノモノ」という言葉を聞いている。
太古の昔にも、八雲そっくりの天目一箇（あめのまひとつ）の者・淤呂地（おろち）が存在していて、神那岐が持つ剣を鍛えたり、2つの神剣を銅剣の中に封印したり、大きくなった初代カミヨミの巫女に「神剣に大事があれば、タタラの火を熾す」と宣言したりしていたが、それが八雲と同一人物かどうかは不明。
日明蘭（ひあき らん）
声：榊原良子
天馬の母親にして、零武隊隊長。階級は大佐。零武隊隊員すら恐れおののくくらいの鬼神の如く強く冷徹で厳しい女性だが、その反面、菩薩の様な優しさをもつ。真っ白な軍服を着ているのは、どんな修羅道でも己の潔白の意思を貫くという信念から。母親からは花嫁衣裳、父親からは武者鎧をもらった（丸木戸談）と言う過去をもっている。女郎蜘蛛編後に達人クラスの腕前になった瑠璃男にしか見えないくらいの剣の腕前を持つ。
丸木戸龍彦（まるきど たつひこ）
声：飛田展男
零武隊に所属している教授。医学に精通している。かなりのマッドサイエンティストであるが、父親と比べるとまだ常識人。天馬同様、親がかなり苦手である。
飛天坊（びてんぼう）
天狗の神隠し編から登場した魔王寺の僧。八俣とは昔からの腐れ縁で、天馬の父とも面識があった模様。
女郎蜘蛛編の終盤に再登場し、日輪の剣で筋肉が暴走しかけた天馬を止めた後、天馬を連れて鞍馬へ戻った。後に帝都へやってきている。
初代カミヨミ迦月の夫。
迦月（かづき）
本編のキーパーソンの1人。初代カミヨミの巫女。月那美と神那岐の間の忌み子であると同時に、天馬と菊理の娘。
狼に殺害される前に月那美は妊娠していて、彼女と一緒に常世国へ赴かれたが、彼女に会いたい一心でやってきた神那岐の努力もあって、月那美の消滅と引き換えに生誕し、さらに助けてくれた神那岐の命と引き換えに、カミヨミの糸の力で月の剣（月輪の剣）を括って封印することに成功する。だが、現世と常世の忌み子であるがために、子々孫々のカミヨミに起こる「呪い」や、身が朽ち果ても黄泉路に着くことすら許されず、現世と常世を彷徨いながら漆黒の世界で一族を見守り続けるという辛い運命を背負う事になってしまう。神剣に取り込まれた天馬を助ける一役を行ったが、あの後に「業を許して」と涙ながらに孤独に訴えていた。

### 零武隊
毒丸（どくまる）
零武隊隊員。名の示す通り毒のエキスパート。常に携帯している鞭の先には、人間一人を楽に殺せる毒が塗られてある。
元は清国人で、幼少の頃に親に口減らしで売られ、以後は盗賊団に身を置いていた。毒を飲み続けたため、彼にはどんな毒も通用しない。盗賊団の仲間を蘭に殺されたとして単身蘭に挑む。しかしそこで蘭の深い優しさに心を打たれ、彼女と共に世界を見てみたいと、彼女の部下となり、盗みから足を洗った。
鉄男（てつお）
零武隊隊員。丸木戸教授によって体の一部を機械化された巨漢。8年前に天馬に挑んだ零武隊の隊員の1人であり、両腕が機械であるのはその為である。
茶羅（ちゃら）
零武隊隊員。通称:顔無しの茶羅。顔だけではなく、体型も自由自在に変えることができる変装の達人。
同作者の『ジバクくん』に同名のキャラクターが登場するが、そちらは名前の表記がカタカナである。
激（げき）
零武隊隊員。だらしない性格。怖い話が苦手。
零武隊に入隊したばかりの頃、反政府軍の隠れ里を壊滅させる際に同じく新兵であった現朗と雪山で遭難したことがある。
同作者の『ジバクくん』に同名のキャラクターが登場する。
現朗（うつろう）
零武隊隊員。炎のことは「炎さん」と呼ぶ。物知り。
実はロシア帝国軍人の父と日本人の女性を母に持つハーフであり、ロシア帝国のスパイである。ロシアにアレクサンドルという兄がいる。
日本とロシアの二つの祖国をもつため、武器として刀と銃を所持している。
同作者の『ジバクくん』に同名のキャラクターが登場するが、名前の表記が若干異なる。
炎（えん）
零武隊隊員。平然と酷いことや、冗談に聞こえない冗談をいう。自分に害のある物やことを極端に嫌う。下手に出られるのは好き。自称几帳面。
同作者の『ジバクくん』に同名のキャラクターが登場する。
真（しん）
零武隊隊員。炎と行動することが多い。
同作者の『ジバクくん』に同名のキャラクターが登場する。

### 各事件及び編毎の登場人物

#### 赤間関編
平良土岐子（たいら ときこ）
声：勝生真沙子
赤間関の屋敷の女主人。「海から来た死者」に息子を含む7人の村の子供達が殺され、犯人の正体を暴いてもらおうと帝月にヨミを依頼する。
その正体は壇ノ浦の戦いで安徳天皇と共に入水した後、赤間関に流れ着き1人生き延びた二位尼の子孫である。先祖代々から受け継がれてきた平家復興の野望を果たすために、月輪・草薙ノ剣の器と化した江崎（佐次吉）の言うがままに息子の時仁の亡骸に安徳天皇の魂を入れ、現世に甦らそうと計画する。海に沈んだ時仁の頭部以外の足りない身体の部分を補うため、息子と同じ年頃の6人の村の子供達を次々に攫って殺害し、腕や足を切断し縫い合わせた。最後は月輪の剣を手に帝月を殺そうとするも天馬に阻止され、自ら舌を噛み切り命を絶った。
ツゲ
声：水谷ケイコ
一級のヨミ師。普段は通いで平良家の手伝いをしており、平良夫人の計画に加担し呪を使って時仁の身体の腐敗を防いだり、よそ者の男に平家の怨霊をとり憑かせ事件を撹乱させた。ヨミの最中に強い念によって真っ二つに切り裂かれた。
佐次吉（さじきち）
平良家のある村の隣村に住んでいた漁師。地震により海底から浮かんできた月輪・草薙ノ剣を偶然網に引っ掛け、そのまま身体を乗っ取られ自身の村の住人、68人全てを斬殺する。息子を亡くし失意の中にいた平良夫人を唆し計画を持ちかけ、平良家の使用人「江崎正一（声：小野大輔）」として天馬達の前に現れる。
平良時仁（たいら ときひと）
平良土岐子の一人息子。享年8。村で毎年行われている平家の鎮魂祭で安徳天皇の役に選ばれ、船の上で予行演習をしている最中に起きた地震で波に攫われ亡くなった。帝月のヨミによって安徳天皇（声：森永理科）の魂を入れられ甦るも、身体の腐敗が進行しすぎたため失敗に終わった。

#### 天狗の神隠し編
三浦楼（みうら ろう）
陸軍第三師団長。階級は中将。どこか飄々としている。
その正体は徳恩寺是正の最高傑作の鳶。本名は「本田楼」。三木とは同じ村の幼馴染で、咎隠しの子として村中から冷遇されるようになった後も自分を慕ってくれていた彼を、弟のように大切に思っていた。三木を捨て駒にされたことで激高し、育ての親である福島を殺害した。最期は体に無理な負担を与え続けた為に体の限界に達し、バラバラに砕け散った。
雄山巌（おやま いわお）
帝に仕える軍人。
黒木武夫（くろき たけお）
陸軍第一師団長。階級は中将。軍の資金予算の会計を任せられている。最も予算を食い潰しているとして、零部隊と日明大佐のことを快く思っていない。三浦に殺害される。
福島清正（ふくしま きよまさ）
陸軍第四師団長。階級は中将。天狗の神隠し編の首謀者でもあり、「本当の福島清正」を洗脳し自分と入れ替えていた。最期は三木の事を雑兵呼ばわりしたことで三浦の逆鱗に触れ、心臓を貫かれた。
山本権三（やまもと ごんぞう）
海軍佐世保鎮守府司令長官。階級は中将。直情的な性格で、部下の葉山の失踪に酷く落胆していた。三浦に殺害される。
三木平助（みき へいすけ）
陸軍第一師団第一連隊所属。階級は二等兵。軍人としてはとりわけ優秀ではなかったが、純粋な心の持ち主。突然謎の失踪をとげ、鞍馬山で変死体となって発見される。一連の事件の真相を知っていた。
永沼義男（ながぬま よしお）
陸軍第一師団第一連隊所属。階級は上等兵。謎の失踪を遂げる。
橘正史（たちばな まさし）
大阪第四師団大阪歩兵第八連隊所属。謎の失踪を遂げる。
野津明（のづ あきら）
名古屋第三師団豊橋歩兵第十八連隊所属。謎の失踪を遂げる。
葉山圭吾（はやま けいご）
佐世保鎮守府所属。謎の失踪を遂げる。
寅吉（とらきち）
鞍馬山の麓の村に住む少年。三木二等卒の第一発見者だが、三木が殺害される前に天狗の正体を記した帽子を天馬達に渡そうとして、葉山に殺害される。だが、天狗の神隠しの一件が終わった後、政府幹部の席の隅に、鳶と化した姿で登場した。
徳恩寺是正（とくおんじ これまさ）
義経計画の首謀者の公家。軍によって攻められた後、焼身自殺をした（と記録されている）。ちなみに、本人は陰陽師の家系の生まれで、一族は鎌倉以前から続いていた模様である。

#### 銀狼館の獣編
崎浜文石（さきはま あやしの）
崎浜の娘。天馬に好意を抱いていた。獣のような行動や仕草をする。
その正体は半人半狼の一族の血を引く者であり、朝比奈の双子の姉。人肉を喰らうことを嫌悪しており、人の生き血をすするだけしかしていなかったので、今まで成長できておらず実年齢は30近くになる。最後は最愛の人を守るために自ら獣の姿になり果て、その後「もう人間には戻れない」と言い残し天馬たちの前から消えた。
崎浜加治（さきはま かじ）
銀狼館の主。強欲な性格の人物。
安芸の見世物小屋にいた淡菊を買って、妻として銀狼館に赴いたが、最初は無表情でほとんど相手にしてくれなかったばかりか、文石達の実父である若い男と逢瀬を重ねる淡菊をも銃殺しようとしていた。だが、淡菊が男を殺害した後、食す際に変身した銀狼の姿に魅了されたことがきっかけで、淡菊の命と引き換えに生まれた文石達が再びその姿を夢見て、銀狼館での拷問ショーを開催するようになった。だが、すべての事実がカミヨミによって明かされ、銀狼と化して襲い掛かる朝比奈を守るように瑠璃男の剣を受けて絶命した。
崎浜朝比奈（さきはま あさひな）
崎浜の妻。その美貌と崎浜の風貌から地元住民からは互いに「美女と野獣」に例えられている。
その正体は半人半狼の一族の血を引く者であり、文石の双子の妹。姉の文石とは対照的に年端もいかぬ頃から人肉を喰らい年相応の成長をしている。また、崎浜によって少女期から猟奇趣味の嗜好を持ち、彼の愛人（表面上の妻）になっていた。獣としての本能を抑えてまで人肉を喰らうことを嫌悪する文石を疎ましく思っていた。最期は天馬を襲おうとした所を獣と化した文石に喉を噛まれ崎浜の傍で絶命したが、母の淡菊も朝比奈も崎浜加治のことは嫌いではなかった想いを告白した。
淡菊（あわぎく）
人間と狼の血を引く女性で、崎浜の元妻であり文石の母。安芸で見世物小屋にいたところを、崎浜加治に買われる形で彼の妻になるが、ある日、使用人として屋敷にやってきた若い男に惹かれ、彼への愛の告白をしたと同時に噛み殺す。殺害前に若い男との子供を妊娠しており、文石達を生んだ後に衰弱死した。
島津龍平（しまづ りゅうへい）
前田一秀（まえだ かずひで）
笠井武（かさい たけし）
銀狼の館に通う政財界の有力者3人で、銀狼館の拷問ショーを鑑賞して楽しむサディスト。3人とも、時間差は少しありながらも銀狼になった淡菊によって惨殺された。
大石夫妻（おおいしふさい）
銀狼館がある村の有力商家の跡取り夫妻。崎浜達の罠にはまり、妻の多重子が夫・正一を銃殺し、自らも舌を噛んで自殺した。

#### 沈黙の毒編
呂雉（リュヅ）
張良の娘。15歳。雑技団の花形役者。毒丸とは幼少の頃一緒に育った家族のような間柄。毒丸のことを「毒丸おじちゃん」と呼んでいる。
しかし正体は呂雉によく似た別の少女で、本物の呂雉は天馬達と出会う少し前に殺害されてしまう。表向きは雑技団を装っているが、その正体は闇組織のプロであった。呂雉が12歳の時、父が見つけた鴆の雛を狙って呂雉の前に現れるも、雛は呂雉にしか育てることができなかったのと、呂雉の言うことしか聞かなかったため、呂雉と鴆は雑技団に囚われることとなる。中々鴆を奪う機会がなかったが、日本へ向かう際、呂雉が毒丸に助けを求めようとしていたところを見つけ彼女を殺害、少女は呂雉に成りすまし、鴆を手中に収める。その後は鴆を使って政治界の要人等を殺害していたが、帝月のヨミによって本物の呂雉が既に亡くなっていたことが明らかとなり、主を殺された鴆は自らの体に宿る毒で少女を蝕み、最後は本来の主である呂雉と主に、天へと旅立った。
尚、呂雉に成りすましていた少女の本名は不明。少女は同い年であった呂雉と組んでショーを行っていたが、脚光を浴びる呂雉に激しい嫉妬心を抱いていた。
張良（ツァンリァン）
毒丸が清にいた頃の野盗仲間で、兄弟同然に面倒を見てくれていた人物。長年鴆を求め続けており、幾度となく毒丸にその話をしていたが、毒丸が日本へ渡ったあと、ついにその雛を発見する。しかし発見後に病に倒れ、呂雉が12歳の時に息を引き取った。ありとあらゆる毒の知識を持っており、毒丸にそれらの知識を余すことなく教えた人物。

#### 女郎蜘蛛編
ニキ
男勝りで気の強い少女。ナグサの娘。粗暴に扱う帝月を「女形」呼ばわりする。
昔、川で溺れて一時的に仮死状態になったことが原因で体内から絲神の蜘蛛が出て行っており、唯一絲神の支配から解放されている。そのため村を出て自由に生きたいと考えており、母のナグサに反抗している。
ナグサ
絲神村の村長を務める女性で、ニキの母。絲神村の掟に重んじている。
幼少の頃に溺れたニキを助けるために一度は死んだが、絲神の蜘蛛によって蘇った。怒りのあまり、蜘蛛の化身と化して天馬たちに襲い掛かった末、天馬との戦いに敗れ、かろうじて人の姿に戻ることができたが、正体を現した小塚の銃によって、脳天を撃たれ死亡した。
小塚信吉
日本陸軍仙台第2師団長であり、階級は中将。実は絲神の忠実な部下で、絲神の命令で天馬達を仙台の山奥にある絲神村へ誘い込む様に仕向けた。最期は、瑠璃男の一撃で首を切られて死亡した。
絲神
数百年前から絲神村を裏から支配していた女郎蜘蛛。元は口減らしの被害に遭った人間で、遭難で飢餓状態となった際、死肉を食らっていた蜘蛛を食べ続け妖怪と化した。
月輪の剣による導きによって、日輪の剣の存在を知り、それを手に入れるため、小塚を使って天馬達を絲神村に誘い込み暗躍した。しかし、日輪の剣と同化した天馬の一撃で倒された。

#### 将門の首編 / 最終章
平将門（たいらの まさかど）
かつて帝都に封印されていた江戸の守護神にして古の英雄。暗殺された後、各地に肉体や首を封じられていたが、相馬一族の者と黒龍が持ってきた帝月のカミヨミの血、そして空虚として出現した菊理のヨミによって、現世に復活する。カミヨミの一族を憎悪していた。
菊理のヨミによって復活した直後、天馬を殺害し、帝都を結界の中に封じ込めるも、日明蘭が持ってきた俵藤太の弓と矢によって黒龍に乗って退却。だが今度は、帝都各地に封印された兜を装着して大手門から皇居に乱入した上、義経の時とはケタ違いの怨念さを振るうが、日輪の剣を持った天馬や八尺瓊勾玉と1つになった帝月の力によって肉体はほとんど粉砕される。カミヨミの糸によって、自分の生前や常世の者に利用されていた事実、江戸時代で活躍した絵師たちによる浮世絵に遺された江戸の民の想いを知り、ようやく自分が父親の言葉を守ることを忘れ破壊し続けた過ちを知る。そして帝の「東国の守護神・平将門」と讃える言葉もあって、黒龍に乗って散華した。その際、天馬に最後の戦いに役立つものがあるという「首塚」に行く様に言葉を遺した。
黒龍（こくりゅう）
将門の神馬。将門とは意思を通じあっている。将門を守るために、鳶たちによって一度は粉砕されたが、将門と共に散華していった。
村井（むらい）
大蔵省に勤める役所の男性。だがその正体は、平将門を祖とする相馬一族の人間の1人で、将門の首桶に収めていた将門の骨を1つに集めるための運び屋として静かに利用された末、知らぬ間に埋め込まれた菊理の空虚が出現するための糸の器によって惨殺された。
見吉（みよし）
大蔵省に勤める役所の男性。大蔵省の遊興費上乗せなどの帳簿ごまかしを支持した上、すべての罪を被らせようとした役人2人を、首なし武者として殺害した犯人だが、将門の首の事件とはまったく無関係である。
オリガ・アレクサンドロヴナ
ロシア皇帝ニコライ二世の妹。野心が強い女性。
宮中の賢所にあった本物の神鏡・八咫鏡とすり替え、帝都封印の機を狙って、菊理を手に入れようと狙うも、八咫鏡の力を利用した菊理によって囚われの身となってしまう。
帝（みかど）
のちの明治天皇であるが、物語当時では崩御していないために「帝」と呼ばれている。帝都が封印されても動じる様子すらなく燐として構え、帝月に八尺瓊勾玉を与えた。

## 用語解説
カミヨミ
死者の遺品から、死者の残した想いを聞くことが出来るヨミ師の頂点。正当な継承者は巫女になれる女性のみで、子を産むとすぐに死ぬ運命にある。
零武隊（ぜろぶたい）
日本陸軍の特秘機関。表沙汰に出来ない事件を裏で解決し無かったことにする。同じ陸軍からは警察よりも嫌われている。軍部一高額な給料を受給している。
草薙ノ剣（くさなぎのつるぎ）
古来より日本に伝わる三種の神器の1つ。本作品では宮中に代々伝えられてきた日輪ノ剣（にちりんのつるぎ）と、平家一族と共に壇ノ浦に沈んだ月輪ノ剣（げつりんのつるぎ）の2本が存在するという設定。
月輪ノ剣は邪悪な意思を持っており、自らの野望の為に日輪ノ剣を狙う。この構図は、『南国少年パプワくん』等に出てくる赤と青の秘石を思わせるものとなっている。
半人半狼の一族（はんじんはんろうのいちぞく）
人狼の血筋を持つ人間の総称。人肉を食べないと成長することが出来ない。

## サブタイトル一覧
第一話 散ルタメニ狂イ咲ケ
第二話 カミヨミの姫
第三話 壇ノ浦
第四話 海からの死者
第五話 生者にも死者にもあらざる者
第六話 “0”の事件
第七話 顔無き死者
第八話 常世の子供
第九話 黄泉の境
第十話 誰が為に花は咲く
第十一話 散り逝く君へ
第十二話 君去りし今
第十三話 天狗の里
第十四話 飛ぶ怪
第十五話 鞍馬の妖
第十六話 山の迷い子
第十七話 咎隠し
第十八話 咎隠しの子
第十九話 異界の密計
第二十話 鳶の密巣
第二十一話 華隠れの将
第二十二話 贄子の館
第二十三話 絆の封剣
第二十四話 黒天の遺児
第二十五話 咎花の虚夢
第二十六話 露命の刀
第二十七話 花解けの葬
第二十八話 暗闇の羽音
第二十九話 幻夢の羽風
第三十話 散華の羽
第三十一話 孤独な獣
第三十二話 銀狼館の獣
第三十三話 塞がれし唇
第三十四話 獣の䯊（かわら、左が「骨」で右が「可」）
第三十五話 密旨を呑む吐息
第三十六話 水鏡の虚ろい花
第三十七話 鏡中の相貌
第三十八話 獣達の狂宴
第三十九話 獣の血族
第四十話 孤月の獣
第四十一話 沈む毒
第四十二話 容疑者
第四十三話 自白
第四十四話 鬼面菩薩
第四十五話 鴆
第四十六話 鴆毒
第四十七話 沈魂の鳥
第四十八話 微笑む死体
第四十九話 還り者の村
第五十話 鬼返しの巣
第五十一話 巣喰う怪
第五十二話 染まる絲
第五十三話 蜘蛛の巣の民
第五十四話 飢餓の巣
第五十五話 双身の剣
第五十六話 怨将の産声
第五十七話 将門の首塚
第五十八話 過去の手繰り糸
第五十九話 亡者の自白
第六十話 帝都結界
第六十一話 将門復活
第六十二話 深淵の蠢き
第六十三話 現世の始め
第六十四話 死者の都
第六十五話 常世の子
第六十六話 現世と常世の巫子
第六十七話 帝国の軍人
第六十八話 鬼門に座す鬼神
第六十九話 祟り神
第七十話 八尺瓊勾玉
第七十一話 雷の鬼神
第七十二話 将門の乱
第七十三話 東の将 西の皇

## ドラマCD
◾︎天馬のそれなりな日常（月刊Gファンタジー2006年10月号付属品）

TRACK：

1. 朝の風景

2. 帝月のお買い物

3. 天馬の苦悩

◾︎ドラマCD カミヨミ(2006年9月22日発売)

コミックス第1巻~第2巻の『赤間関』編を元にドラマCD化されたもの。

DISC：1

1. 一ノ章

2. 二ノ章

3. 三ノ章

4. 四ノ章

5. 五ノ章

DISC：2

1. 六ノ章

2. 七ノ章

3. 八ノ章

4. 九ノ章

5.フリートーク

## 関連作品
- 南国少年パプワくん - PAPUWA
- ジバクくん
- あやかし天馬